# St Winnow
 (septembre 2023).
St Winnow est une paroisse civile et un village des Cornouailles, en Angleterre.